# Michael Trucco

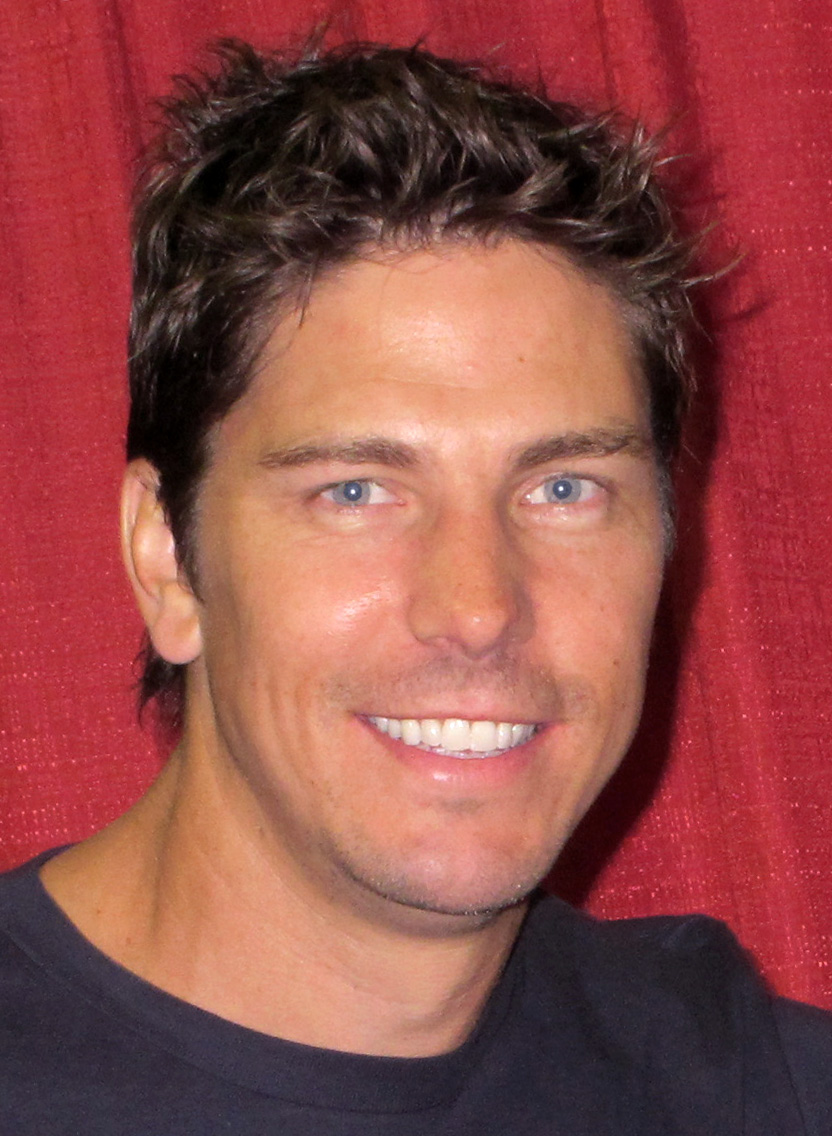
Michael Trucco (2010)

Edward Michael Trucco (* 22. Juni 1970 in San Mateo, Kalifornien) ist ein US-amerikanischer Schauspieler.

## Leben
Trucco wurde als Sohn eines Polizeibeamten in San Mateo geboren und wuchs auch dort auf. Ursprünglich plante er, ebenfalls Polizeibeamter zu werden, doch bereits während seiner Zeit an der Junipero Serra High School entdeckte er seine Leidenschaft für die Schauspielerei.
Zunächst begann er aber ein Studium der Soziologie und Strafjustiz an der Santa Clara University. Seine Eltern rieten ihm, auch Theaterkurse an der Universität zu besuchen, wo er dann auch für ein Stück vorsprach. Für dieses Stück wurde er zwar nicht genommen, doch legte ihm der Regisseur nahe, ein Seminar im Fachbereich Theaterwissenschaft zu belegen. Nach Abschluss des Seminars schlug der gleiche Regisseur Trucco vor, sein Hauptfach zu wechseln. Seinen Abschluss machte Trucco daher schließlich im Fach Theaterwissenschaft (Theatre Arts) mit einem Bachelor of Arts.
Nach dem Abschluss hielt er sich zunächst einige Zeit in der Gegend um San Francisco Bay auf, drehte Werbespots, spielte Statistenrollen und arbeitete als Lichtdouble für Matt Dillon. Ein Jahr später zog er nach Los Angeles und spielte dort vor allem Theater. Während seiner Mitwirkung in dem Stück A Few Good Men (verfilmt unter dem Titel Eine Frage der Ehre) wurde er von einem Talentscout entdeckt, er erhielt einen Manager und kam so zu ersten Nebenrollen in Film und Fernsehen.
Nach einigen Gastauftritten und kleineren Rollen in Fernsehproduktionen wurde Trucco zwischen 2005 und 2008 durch seine Rolle als Samuel T. Anders in der Neuauflage von Battlestar Galactica einem breiten Publikum bekannt. Es folgten weitere Auftritte, wie im Kinofilm Next an der Seite von Nicolas Cage und in der erfolgreichen Sitcom How I Met Your Mother. Ab August 2017 spielte er eine Nebenrolle in der Netflix-Serie Disjointed.

## Filmografie (Auswahl)
- 1998–2000: Pensacola – Flügel aus Stahl (Pensacola: Wings of Gold, Fernsehserie, 40 Episoden)
- 1999: Charmed – Zauberhafte Hexen (Charmed, Fernsehserie, Episode 1x21)
- 2001: The Groomsmen – Die Chaotenhochzeit (The Groomsmen)
- 2001: A Girl, Three Guys, and a Gun
- 2001: Knight Club
- 2001: Deadly Blaze (Ablaze)
- 2001: Sabrina – Total Verhext! (Sabrina, the Teenage Witch, Fernsehserie, 4 Episoden)
- 2002: Wishmaster 4: Die Prophezeiung erfüllt sich (Wishmaster 4: The Prophecy Fulfilled)
- 2002: CSI: Den Tätern auf der Spur (CSI: Crime Scene Investigation, Fernsehserie, Episode 3x10)
- 2003: 111 Gramercy Park
- 2004: Perfect Romance
- 2005–2006: One Tree Hill (Fernsehserie, 6 Episoden)
- 2005–2009: Battlestar Galactica (Fernsehserie, 35 Episoden)
- 2006: Him and Us
- 2007: Next
- 2008: The Big Bang Theory (Fernsehserie, Episode 2x11)
- 2009: V – Die Besucher (V, Fernsehserie, Episode 1x07)
- 2010: Castle (Fernsehserie, Episoden 2x21–2x24)
- 2010: Meteor Storm (Fernsehfilm)
- 2011–2012: How I Met Your Mother (Fernsehserie, 7 Episoden)
- 2011–2012: Fairly Legal (Fernsehserie, 23 Episoden)
- 2012–2013: Revenge (Fernsehserie, 7 Episoden)
- 2014: Criminal Minds (Fernsehserie, 2 Episoden)
- 2015: Code Black (Fernsehserie, Folge 1x6)
- 2016: Still (Hush)
- 2017: The Bye Bye Man
- 2017–2018: Disjointed (Fernsehserie, 15 Episoden)
- 2018: Hunter Killer
- seit 2018: The Rookie (Fernsehserie)
- 2019: The Good Doctor (Fernsehserie, Episode 3x10)
- 2021: Midnight Mass (Miniserie)
- 2022: Young Sheldon (Fernsehserie, Episode 6x03)
- seit 2022: Fire Country (Fernsehserie)
- 2023: Der Untergang des Hauses Usher (The Fall of the House of Usher, Fernsehserie, 8 Episoden)
- 2024: The Life of Chuck
- 2025: The Electric State